# Campeonato Mundial de Curling Masculino de 2019
El LXI Campeonato Mundial de Curling Masculino se celebró en Lethbridge (Canadá) entre el 30 de marzo y el 7 de abril de 2019 bajo la organización de la Federación Mundial de Curling (WCF) y la Federación Canadiense de Curling.
Las competiciones se realizaron en el ENMAX Centre de la ciudad Canadiense.

## Tabla de posiciones
| Pos | Equipo         | G  | P  | G–P |
| --- | -------------- | -- | -- | --- |
| 1   | Suecia         | 11 | 1  | –   |
| 2   | Suiza          | 9  | 3  | 1–1 |
| 3   | Canadá         | 9  | 3  | 1–1 |
| 4   | Japón          | 9  | 3  | 1–1 |
| 5   | Estados Unidos | 8  | 4  | 1–0 |
| 6   | Escocia        | 8  | 4  | 0–1 |
| 7   | Italia         | 7  | 5  | –   |
| 8   | Alemania       | 8  | 4  | 2–0 |
| 9   | Rusia          | 8  | 4  | 1–1 |
| 10  | Países Bajos   | 8  | 4  | 0–2 |
| 11  | China          | 2  | 10 | 1–0 |
| 12  | Noruega        | 2  | 10 | 0–1 |
| 13  | Corea del Sur  | 1  | 11 | –   |

## Cuadro final
|  | Clasif. a semifinales | Clasif. a semifinales |        |   | Semifinales | Semifinales  |              |        | Final | Final |  |
|  |                       |                       |        |   |             |              |              |        |       |       |  |
|  |                       |                       |        |   |             |              |              |        |       |       |  |
|  |                       |                       |        |   |             |              |              |        |       |       |  |
|  |                       |                       |        |   |             |              |              |        |       |       |  |
|  |                       |                       |        |   |             |              |              |        |       |       |  |
|  |                       | Suecia                | 8      |   |             |              |              |        |       |       |  |
|  |                       |                       | 8      |   |             |              |              |        |       |       |  |
|  |                       |                       | Japón  | 2 |             |              |              |        |       |       |  |
|  | Japón                 | 7                     | Japón  | 2 |             |              |              |        |       |       |  |
|  | Japón                 | 7                     |        |   |             |              |              |        |       |       |  |
|  | Estados Unidos        | 6                     |        |   |             |              |              |        |       |       |  |
|  | Estados Unidos        | 6                     |        |   |             |              |              | Suecia | 7     |       |  |
|  |                       |                       |        |   |             |              |              | Suecia | 7     |       |  |
|  |                       |                       | Canadá | 2 |             |              |              |        |       |       |  |
|  |                       |                       | Canadá | 2 |             |              |              |        |       |       |  |
|  |                       |                       |        |   |             |              |              |        |       |       |  |
|  |                       |                       |        |   |             |              |              |        |       |       |  |
|  |                       | Suiza                 | 5      |   |             | Tercer lugar | Tercer lugar |        |       |       |  |
|  |                       |                       | 5      |   |             | Tercer lugar | Tercer lugar |        |       |       |  |
|  |                       |                       | Canadá | 6 |             |              |              |        |       |       |  |
|  | Canadá                | 6                     | Canadá | 6 |             |              | Japón        | 4      |       |       |  |
|  | Canadá                | 6                     |        |   |             |              | Japón        | 4      |       |       |  |
|  | Escocia               | 5                     |        |   |             |              |              |        | Suiza | 8     |  |
|  | Escocia               | 5                     |        |   |             |              |              |        | Suiza | 8     |  |
|  |                       |                       |        |   |             |              |              |        |       |       |  |

## Medallistas
| Evento    | Oro                                                                                            | Plata                                                                                 | Bronce                                                                                |
| --------- | ---------------------------------------------------------------------------------------------- | ------------------------------------------------------------------------------------- | ------------------------------------------------------------------------------------- |
| Masculino | Suecia · Niklas Edin · Oskar Eriksson · Rasmus Wranå · Christoffer Sundgren · Daniel Magnusson | Canadá · Kevin Koe · Brendan Neufeld · Colton Flasch · Benjamin Hebert · Ted Appelman | Suiza · Benoît Schwarz · Sven Michel · Peter de Cruz · Valentin Tanner · Claudio Pätz |